# Biserjane
Biserjane este o localitate din comuna Sveti Jurij ob Ščavnici, Slovenia, cu o populație de 92 de locuitori.